# لو کنه
شهر لو کنه (به فرانسوی: Le Cannet) در شهرستان آلپ-ماریتیم در ناحیه پروانس آلپ-کوت دازور با جمعیت ۴۲٬۵۳۱ نفر در کشور فرانسه واقع شده‌است